# Jüdischer Friedhof (Erwitte)

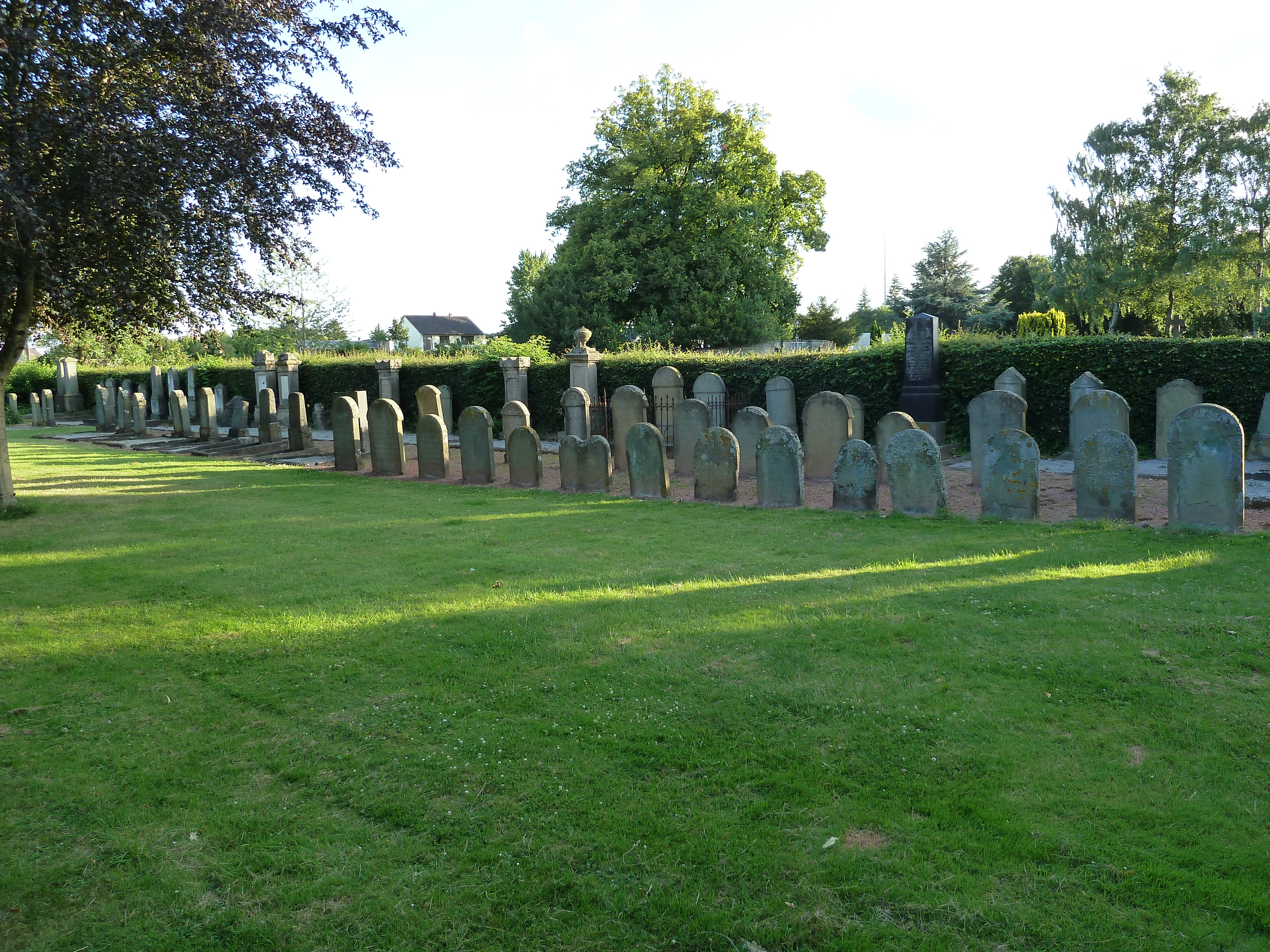
Jüdischer Friedhof Erwitte (2011)

Der jüdische Friedhof Erwitte befindet sich in der Stadt Erwitte im Kreis Soest in Nordrhein-Westfalen. Der jüdische Friedhof ist als Baudenkmal unter der Denkmalnummer 106 in der Liste der Baudenkmäler in Erwitte eingetragen.
Der Friedhof im Ostteil des kommunalen Friedhofs an der B 1 (= „Hellweg“) wurde von 1881 bis zum Anfang des 20. Jahrhunderts belegt. Es sind 77 Grabsteine erhalten. Auf dem Friedhof befinden sich Grabsteine des 1958 aufgelösten „alten“ Friedhofs (s. u.).

## Alter Friedhof
Der alte jüdische Friedhof lag 50 Meter nördlich des Erwitter Schlosses an der Gografenstraße. Auf dem Friedhof, der im 19. Jahrhundert belegt wurde, befinden sich keine Grabsteine mehr. Er wurde 1958 aufgelöst und zur Grünfläche umgestaltet. Grabsteine wurden zum „neuen“ Friedhof an der B 1 gebracht.